# Schalpaqtöbe
Schalpaqtöbe (kasachisch Жалпақтөбе und russisch Жалпак-Тобе Schalpak-Tobe) ist ein Ort im Südwesten des Gebietes Schambyl in Kasachstan.

## Geografie
Schalpaqtöbe liegt im Süden Kasachstans im Gebiet Schambyl und gehört zum Audan Schambyl. Der Ort befindet sich etwa sieben Kilometer südlich des Stadtzentrums von Taras, der Hauptstadt des Gebietes Schambyl. Die Grenze zu Kirgisistan ist nur acht Kilometer vom Ortsrand in südlicher Richtung entfernt. Schalpaqtöbe liegt am linken Ufer des Flusses Talas, der im Gebirge entspringt und dessen Wasser in der Umgebung intensiv zur Bewässerung in der Landwirtschaft genutzt wird. Östlich und westlich des Ortes erheben sich bereits die Ausläufer des Kirgisischen Gebirges.
Das Klima in Schalpaqtöbe ist ein sommerheißes trockenes Kontinentalklima. Die Jahresdurchschnittstemperatur liegt bei etwa 11 °C, im Durchschnitt fallen im Jahr etwa mehr als 400 Millimeter Niederschlag. Die Sommer sind warm und angenehm mit wenig Niederschlag. Der Juli ist der wärmste Monat des Jahres, die durchschnittlichen Temperaturen liegen dann bei 26 °C. Der Januar ist mit einer durchschnittlichen Temperatur von −3 °C der kälteste Monat. Ein Großteil der Niederschlagsmenge fällt im Winter und Frühling.

## Geschichte
Der Ort hieß früher Dunganowka (Дунгановка).

## Bevölkerung
Bei der Volkszählung 1999 wurde für Schalpaqtöbe eine Einwohnerzahl von 7653 Menschen angegeben. Bei der Volkszählung im Jahr 2009 hatte der Ort 8394 Einwohner. Bei der letzten Volkszählung 2021 lebten 9833 Menschen in Schalpaqtöbe. Im Ort lebt eine große Anzahl an Dunganen.
| Einwohnerentwicklung               | Einwohnerentwicklung | Einwohnerentwicklung | Einwohnerentwicklung |
| 1989                               | 1999                 | 2009                 | 2021                 |
| ---------------------------------- | -------------------- | -------------------- | -------------------- |
| 6874                               | 7653                 | 8394                 | 9833                 |
| Anmerkung: Volkszählungsergebnisse |                      |                      |                      |